# 金屬射出成型

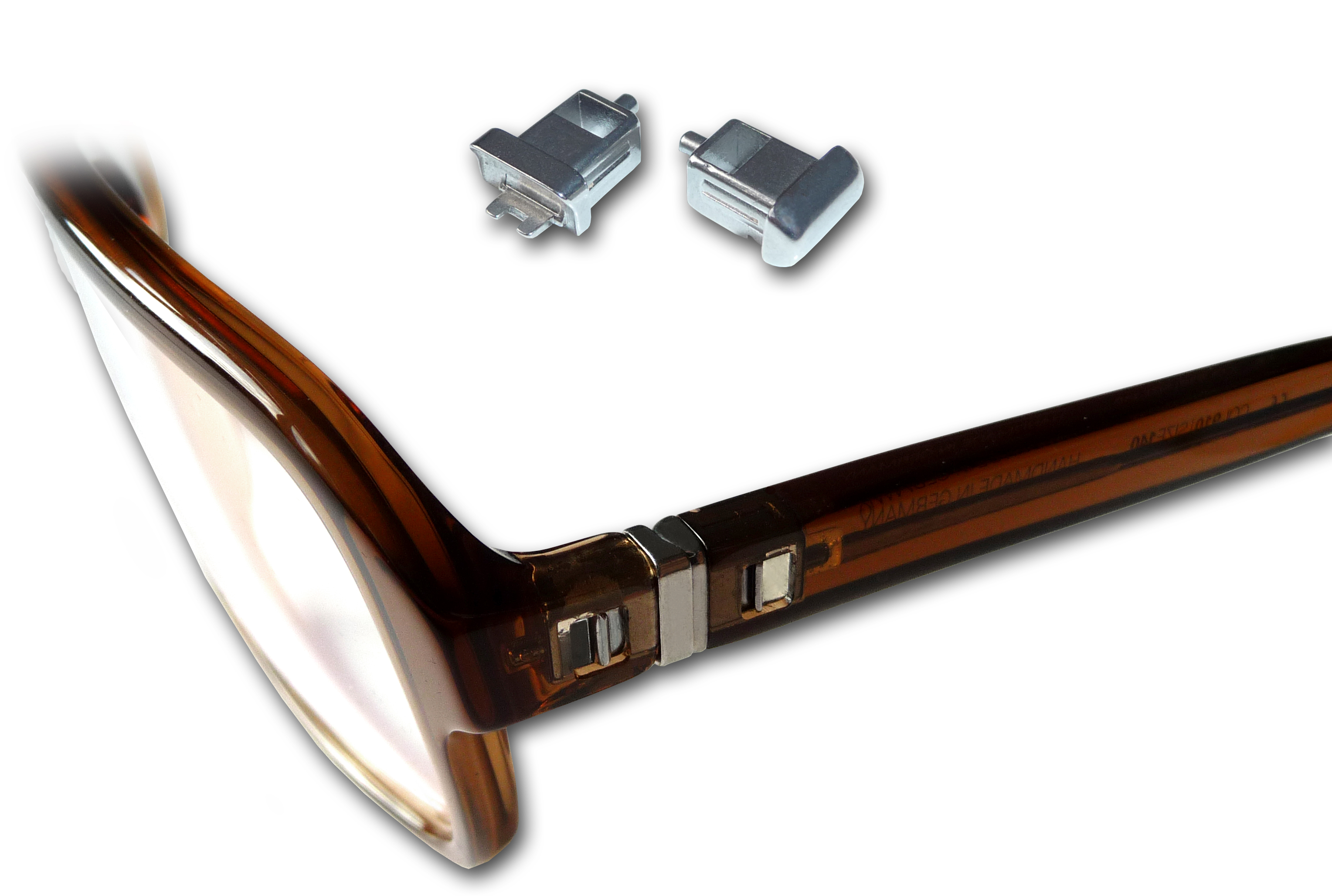
金屬射出成型製造的眼鏡零件

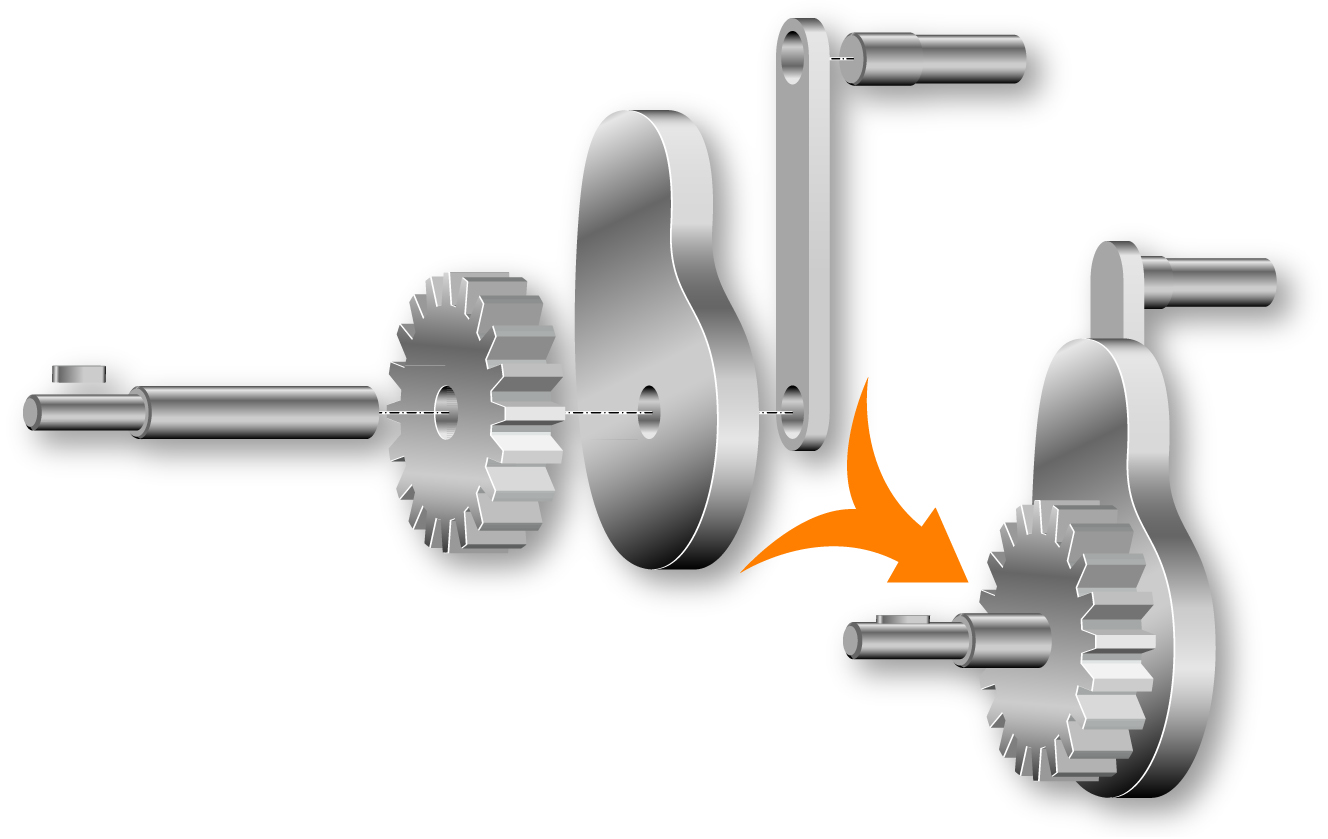
金屬射出成型可以直接製造幾何形狀複雜的金屬工件。相對於以往必須製造更多更小的工件再組合起來，可謂省事許多

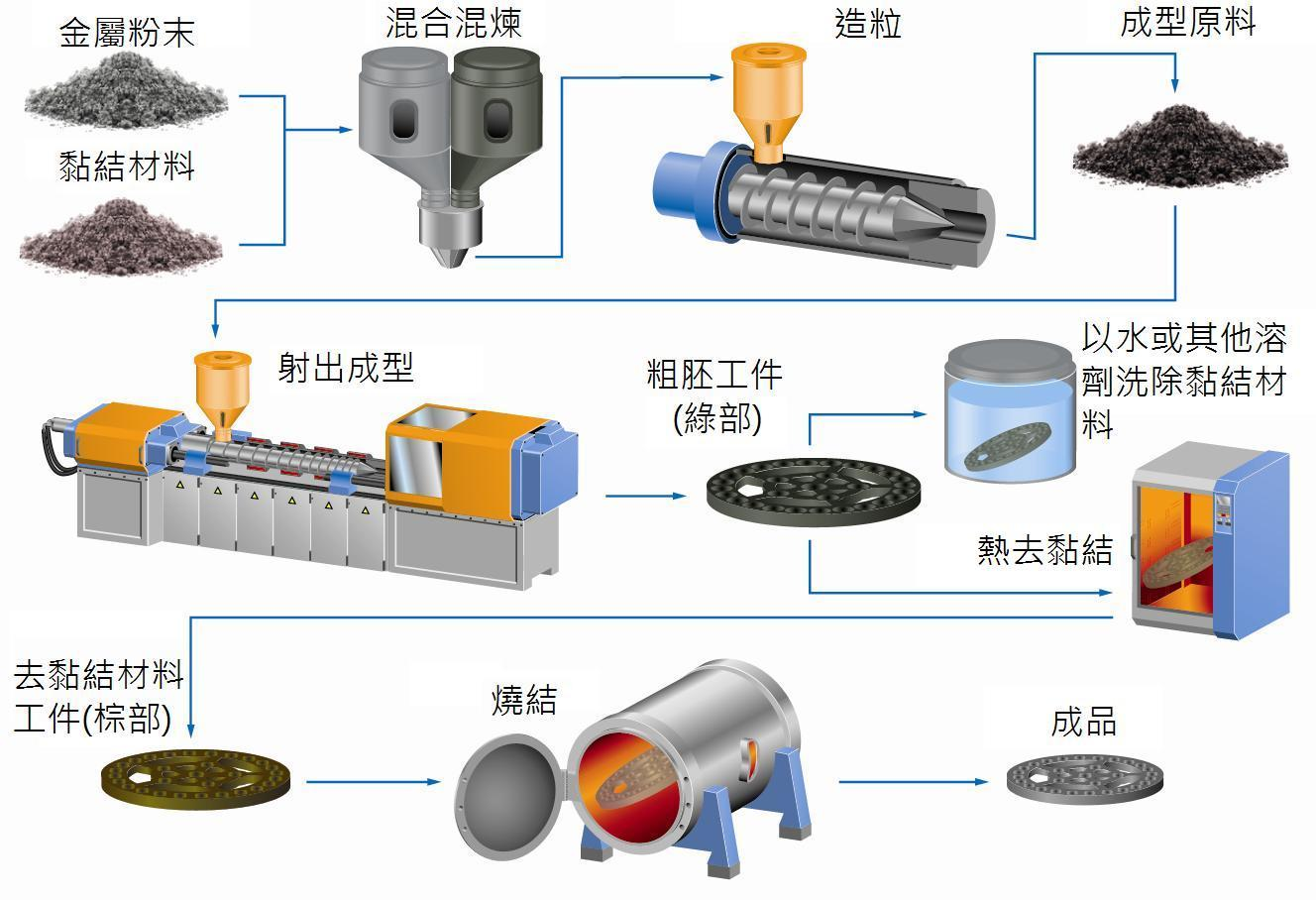
金屬射出成型示意圖

金屬射出成型（英語：Metal Injection Molding，縮寫）或稱「粉末射出成型」（Powder Injection Molding）、「陶瓷射出成型」（Ceramic Injection Molding），乃結合塑膠射出成型、高分子聚合物化學、粉末冶金技術及金屬材料科學的革命性技術，由美國加州ParmaTech公司於1973年發表。其技術利用超微金屬粉末與結合劑， 經過混合、混煉、加熱及造粒等工程製成射出成型原料，具流動性，透過高精密特製模具（射出機）成型為生胚，再經脫臘脂、燒結等程序，或自動化快速製造高密度、高精度且形狀複雜的金屬零件，具減少傳統金屬加工的程序與成本之優點。最後依照產品功能及規格需求，必要時進行第2加工，例如熱處理、表面處理等。1973年發表後，只看到成果，如何做出成品，仍待研究，俟1990年代紐約（RPI）粉末射出學教授蘭德爾·M·吉門（Randall M. German）主持一個大型產學計畫，研究將金屬、陶瓷粉末與傳統的塑膠射出技術結合，形成製造技術。

## 製程
傳統粉末成形主要為冷壓、均壓成型。MIM則以類似塑膠射出方式成形，粉體粒度使用比傳統粉末冶金更細，由燒結後的密度與強度皆比傳統粉末冶金更高。
- 混鍊與造粒：均勻混合金屬粉體與結合劑，造出射出機用之粒狀原料。
- 射出成形：與開發之成品模具於射出機中成形。
- 脫臘脂與燒結：先於溶劑或脫脂爐中除去結合劑，再以高溫燒結成形。
- 後處理：包含熱處理，拋光，2次加工等。

## 應用
工業
生活科技
可攜式產品、穿戴式產品、等消費性電子產品與IT電子產品（如筆記型電腦輕薄化）。

## 產品特性
- 智慧型手機掛孔，比1顆芝麻略大，卻能承受15公斤重拉力。[9]
- 精度可達百分之1毫米，相當於頭髮直徑10分之1。[9]
- 可將各式的特殊合金，捏塑自由度高。[9]

## 相關
- 壓鑄
- 机械加工
- 鑄造
- 精密鑄造（英语：Investment casting）
- 鍛造